# Sài Gòn FC
Maillots
Sài Gòn FC était un club vietnamien de football basé à Hô Chi Minh-Ville de 2016 à 2022.

## Chronologie
- 1956 : fondation du club sous le nom de Công An Hà Nội
- 1980 : première participation au championnat national, avec une place de finaliste, battu par Tông Cuc Düòng Sát
- 1984 : premier titre de champion du Viêt Nam
- 2003 : fusion de Công An Hà Nội avec l'ACB pour former à la fois Hanoi ACB et Hòa Phát Hà Nội
- 2006 : premier succès en Coupe du Viêt Nam
- 2007 : première participation à une compétition continentale, la Coupe de l'AFC, avec une élimination à l'issue de la phase de poule.
- 2008 : deuxième succès en Coupe du Viêt Nam
- 2009 : nouvelle participation à la Coupe de l'AFC, avec encore une élimination après la phase de poule.
- 2011 : à la suite de la relégation en deuxième division, le club fusionne à nouveau avec Hòa Phát Hà Nội pour créer le Hà Nội FC
- 2016 : le club déménage et s'installe à Hô Chi Minh-Ville (anciennement Saïgon), il prend alors logiquement le nom de Sài Gòn FC.
- 2023: le club se retire de la saison de la V.League 2 (seconde division vietnamienne) après une dernière place l'an dernier en V.League 1.

## Palmarès
- Championnat du Viêt Nam :
  - Vainqueur : 1984
  - Finaliste : 1980, 1999

- Coupe du Viêt Nam : 
  - Vainqueur : 2006, 2008
  - Finaliste : 1995, 2001

- Champion du Viêt Nam D2 :
  - Vainqueur : 2010, 2015